# Sant Jaume dels Domenys
Sant Jaume dels Domenys és un municipi del Baix Penedès situat a la zona nord-oriental de la comarca.
Accidentat pels contraforts sud-orientals de la serra del Montmell, el terme participa també, bé que parcialment, de les terres planes de la depressió penedesenca. Els seus límits són: al nord, les Quatre Fites, el puig de Tiula i el fondo de Sant Antoni, amb el terme del Montmell; a l'est, la divisòria amb Castellví de la Marca (de l'Alt Penedès) passa a prop de les caseries de Gomila i de la Carronya i el límit amb Castellet i la Gornal (també de l'Alt Penedès) coincideix, en part, amb la riera de Marmellar. Al sud-est el municipi de Sant Jaume dels Domenys confronta amb l'Arboç, al sud amb Banyeres del Penedès i amb Llorenç del Penedès, i a l'oest amb la Bisbal del Penedès.
El terreny té tres sectors ben definits. Al nord de la línia que va del puig de Gomila (413 m) al puig de Llobets (302 m) i al Pi-sol (413 m) és molt accidentat i de natura calcària cretàcia. Més avall hi ha una zona de muntanya baixa, que va dels vessants meridionals del Pi-sol fins a la caseria de la Carronya i que es prolonga per la vall de la riera de Marmellar, des del Colomer a la caseria de la Pujada. Tota aquesta segona zona és suaument ondulada i formada per molasses i saulons miocènics del període pontià. El tercer sector, finalment, corresponent a la part més meridional del terme, és el més poblat i el més productiu; el terreny és integrat per formacions quaternàries diluvials, pròpies de tota la depressió del Penedès.
El terme és drenat per diversos cursos d'aigua que segueixen l'escorriment natural de nord a sud. La riera de Marmellar drena l'extrem SE, en un sector ric en aigües (font de l'hostal de l'Alzina, pou de Lligamosques, etc.). Més a ponent, a Cornudella, els torrents de Ca l'Antic i de Gomila s'ajunten i donen lloc a la riera de Banyeres; un altre torrent és a la dreta de Sant Jaume, porta el nom de torrent de Llorenç i és afluent de l'anterior. El sector occidental és drenat pel torrent de Sant Marc, procedent del Montmell i que, aigua avall, pren el nom de torrent del Papiolet, perquè passa per aquest nucli.
A més del poble de Sant Jaume dels Domenys, cap de municipi, aquest comprèn els nuclis de Torregassa, Lleger, Cornudella, el Papiolet, l'Arquet, l'Hostal i la Carronya, i les urbanitzacions del Papagai i dels Arquets. Hi ha també un bon nombre de masies, com Llobets, el Gatell, Gomila, Vallfort, entre d'altres. El terme és travessat per una xarxa de carreteres locals que tenen com a eix la que travessa el poble de Sant Jaume dels Domenys i vers el S porta al Vendrell, tot passant per Llorenç del Penedès i Santa Oliva, i en direcció al nord-oest es dirigeix al puig de Montagut de la Plana d'Ancosa, pel Pla de Manlleu. Una ramificació que neix al poble dels Domenys, en direcció nord-est, condueix a Vilafranca del Penedès; una altra porta, en direcció a ponent, a la Bisbal del Penedès i permet enllaçar amb la C-51 del Vendrell a Valls; en direcció a llevant i després al SE, una altra via passa per Cornudella i Lletger i es dirigeix a Banyeres.

## Geografia
- Llista de topònims de Sant Jaume dels Domenys (Orografia: muntanyes, serres, collades, indrets..; hidrografia: rius, fonts...; edificis: cases, masies, esglésies, etc).

| Entitat de població     | Habitants (2024) |
| Sant Jaume dels Domenys | 712              |
| el Papagai              | 475              |
| l'Arquet                | 387              |
| Lleger                  | 271              |
| la Torregassa           | 270              |
| Cornudella              | 206              |
| els Arquets             | 166              |
| el Papiolet             | 146              |
| la Carronya             | 96               |
| l'Hostal                | 77               |
| Font: Idescat           |                  |

## La població i l'economia
La població del terme de Sant Jaume dels Domenys, que el 1860 era de 1.139 h., augmentà a 1.600 el 1920 per l'expansió del conreu de la vinya. A partir dels anys cinquanta s'acusà una regressió progressiva, no tan dràstica, però, com la d'altres municipis. Així, el 1960 hi havia 1.177 h., el 1975 el terme en tenia 1.059 i el 1981 hi restaven 1.050 h. Posteriorment, la població es recuperà gràcies a la construcció d'algunes urbanitzacions, fins a arribar a 1.187 h. el 1991 i a 1.500 h. el 2001. L'any 2005 hi havia 1 877 h.
L'agricultura i la ramaderia són les activitats econòmiques principals. Més de la meitat del terme és ocupada per terres agrícoles, majoritàriament de secà. Els principals conreus són la vinya, els cereals, les oliveres, els ametllers i els garrofers. La Cooperativa Agrícola fou fundada l'any 1917 (el maig del 2000 s'inaugurà una nova seu que acull també l'oficina de la divisió financera d'aquesta entitat, la Caixa Agrària). Els vins que produeix el celler cooperatiu (1961) s'inscriuen en la denominació d'origen Penedès. A la muntanya abunda la garriga i el bosc de pi blanc. Hi ha granges avícoles, de porcs i de vedells, a més de bestiar oví.
La indústria és representada per algunes fàbriques de gèneres de punt, de metal·lúrgia i de material elèctric. El municipi disposa dels serveis mèdics i escolars bàsics, a més d'instal·lacions esportives.

## El poble de Sant Jaume dels Domenys
El poble de Sant Jaume dels Domenys (213 m d'altitud i 554 h el 2006), és situat en terreny pla, a l'esquerra del barranc de les Casetes. El 2005 hi residien 520 h. El poble és centrat per l'església parroquial de Sant Jaume. L'actual temple, inaugurat el 1702, va ser construït amb la col·laboració de tot el poble. El seu absis és poligonal i cobert a la mateixa alçada que la nau; de gran capacitat interior; l'església té dues porxades davant les façanes de ponent i de migdia respectivament. El campanar és una torre de planta quadrada. La parròquia conserva una pica baptismal decorada amb elements vegetals, geomètrics i figuratius, datada entre els segles XII o XIII. A la part posterior de la rectoria, que és al costat de l'església, el 1985 es descobrí una necròpoli medieval formada per tombes antropomorfes excavades a la roca, datades al segle X o XI. A tocar del nucli urbà hom troba la urbanització dels Arquets, que tenia 77 h. el 2001, i el barri de l'Arquet, amb 271 h.
Entre les entitats del poble cal esmentar la Societat Cultural i Recreativa de Sant Jaume, que es fundà el 1960 i disposa d'una sala de teatre. També tenen un rol important en la vida social del municipi i les seves festes, el Ball de Bastons, el Ball de Diables, l'Espanta-rucs, els Gegants de Sant Jaume, els Capgrossos, el grup de gralles del poble i recentment, el Ball de l'Òliba. Pel que fa als equipaments culturals, a la parròquia hi ha instal·lats el Museu Litúrgic Parroquial i el Museu del Camp (al celler). Les festes més importants del poble són la de Sant Sebastià, al gener, la festa major al juliol, en la diada de Sant Jaume (amb correfoc de ball de diables, la festa del pa beneït, castell de focs, etc.) i, finalment, la festa major petita o diada del vot del poble, que se celebra al novembre.

## Els nuclis de població

### Lletger
El poble i antiga quadra de Lletger és situat a la zona sud-oriental del terme, a 2 km del cap de municipi i a la dreta de la riera de Marmellar. El 2005 tenia una població (llegerencs) de 264 h. El terreny és més aviat pla, però el poble és dalt d'un turonet, a 200 m d'altitud, alineat sobretot al llarg de la carretera de l'Arboç, que prové de Sant Jaume dels Domenys. L'església de Santa Marina, que depèn de la de Sant Jaume, és de tradició romànica, sense ornamentació. L'entitat més important és la Societat Cultural i Recreativa de Lleger, que té una sala de teatre. Celebra la festa major a l'octubre i, per Sant Andreu, al novembre, té lloc la festa major petita o diada de Lleger.
El topònim de Lletger, també consignat Lleger, sembla que deriva d'un antropònim, Otger, que tingué el castell de Castellet en succeir Sunifred Amat, a la primeria del segle xi. Atesa la vinculació familiar dels primers Castellet amb els Castellví, no és estranya la possessió d'un lloc del terme de Castellví per un senyor de Castellet. El coll de Lodger és documentat els anys 1023 i 1032, com un lloc dels límits de Castellví. Diversos personatges dels segles xii i xiii duen el cognom de Lletger, però no s'ha trobat documentació que doni a la torre de Lletger una categoria castellera. Fins a l'any 1847 Lleger no fou incorporat al municipi de Sant Jaume dels Domenys; abans, però en aquest mateix segle xix, havia format municipi independent amb el de Llorenç del Penedès.

### La Carronya
La Carronya és una barriada de Sant Jaume dels Domenys. El nucli de la Carronya és dividit en dues agrupacions situades a la part oriental del terme, al nord de la carretera de Sant Jaume a Vilafranca, amb la qual es comuniquen per una carretera. La Carronya de Baix (240 m d'altitud) és un arrenglerament de cases a mà dreta del camí. La Carronya de Dalt és a poca distància de l'anterior, a l'esquerra del camí. Els dos nuclis de la Carronya (60 h el 2005) són a la vora del torrent de Cornudella. L'origen del nom sembla més un mal nom, un mot injuriós. Voldria dir "lloc d'habitatge de gent de casta inferior?". Hi ha la possibilitat que recordi un fet històric, avui encara desconegut. Carronya és "carn corrompuda".

### La Torregassa
El poble de Torregassa és a ponent del cap de municipi, amb el qual es comunica per mitjà de la carretera local de la Bisbal del Penedès. És situat a una altitud de 200 m, en terreny pla. Tenia 134 h el 1960, 112 el 1970, 92 el 1991 i 129 el 2005. La seva església, dedicada a sant Antoni, és sufragània de la de Sant Jaume. Antigament havia estat parròquia. La festa major del poble, que s'escau a l'agost, és organitzada per la Societat Cultural de Torregassa. A prop de Torregassa hi ha la urbanització del Papagai (315 h el 2005), que s'estén també pel terme de la Bisbal del Penedès.
Està situada a ponent del municipi i els tres nuclis de població s'estenen al llarg de la carretera. Al fogatjament de 1497 la Torregassa tenia 11 focs. Al fogatjament de 1515 la Quadra de la Torregassa i de Giminells tenia 9 focs. Al fogatjament de 1553 la parròquia de la Torregassa tenia deu focs. El Cens del Comte de Floridablanca, el 1787, esmenta el "poble de Torregassa i Giminells amb 113 habitants i tenen com a pàrroc al de Sant Jaume". El 1831 Torregassa i Giminells tenien "276 ànimes". La masia de Cal Pau, dins de la barriada, del segle xviii, presenta un bonic portal adovellat, datat del 1771. Adossada a la part exterior del baluard es troba la capella de Sant Antoni Abat. La capella fou construïda el 1813 pel propietari de Cal Palau.

### El Papiolet
Poc més d'1 km al S de Torregassa hi ha el nucli del Papiolet (180 m d'altitud), a banda i banda de la carretera que, procedent de Torregassa, talla la de la Bisbal del Penedès a Llorenç. El torrent de Sant Marc és anomenat aquí torrent del Papiolet. Hi havia 165 h el 1960, 146 el 1970, 115 el 1991 i 112 el 2005. L'església de la Mare de Déu dels Àngels és sufragània de la de Sant Jaume, i fou construïda el 1950 per iniciativa de tota la població del lloc, que també hi col·laborà. La Societat Cultural del Papiolet organitza la festa major, que s'escau a l'agost, en honor de la Mare de Déu dels Àngels. El topònim del Papiolet, aquí, sembla tenir a l'origen més aviat un significat antroponímic que topogràfic. Potser es podria relacionar amb alguna de les propietats dels poderosos Papiol de l'Arboç.
El Papiolet, diminutiu de Papiol, pot venir d'un antropònim medieval juntament amb "El Papiol" de L'Arboç i "La Papiola" d'Albinyana. Potser designa propietat o domini de Bernat de Papiol que, en el mes de març de 1182, feu un conveni amb l'abat de Sant Cugat, per a defensar el senyoriu d'aquest "in loco qui vocatus Venrel". L'església de la Mare de Déu dels Àngels, és de construcció moderna, data del 19. A l'interior hi ha una talla de fusta de la Mare de Déu feta per un escultor barceloní i comprada per tot el poble. També destaca una cadira dels voltants del segle xviii, donada per la família propietària de L'Ortigós quan es bastí l'església. Una altra peça destacable és un Sant Crist de fusta d'origen barroc (segle XVI-XVII), que fou comprat a un antiquari en construir-se l'església, actualment es conserva a la rectoria se Sant Jaume. El 4 de desembre de 1916, es va fundar el Sindicato Agrícola Oficial de Papiolet, legalitzat el 16 de febrer de l'any següent i que tenia com a finalitat la defensa dels interessos agrícoles en general, el foment de l'ensenyament agrari, l'adquisició d'eines i material per a l'ús dels associats, el mutualisme i l'esbarjo dels socis i de les seves famílies. El 30 de juliol de 1916 la Comisión Organizadora de la Sociedad, per mitjà del seu president, Pablo Palau Ferrer, va comprar a Francisca Sicart Soler i a Juan Solé Ferrer, veïns de Llorenç, una casa situada a la plaça del Pi del Papiolet, pel preu de nou-centes pessetes, que es van pagar en efectiu. Aquesta casa avui encara és la seu social de la Societat Cultural i Recreativa del Papiolet. El Cafè del local social s'anomena per primera vegada el 6 de gener de 1930, quan en una reunió general ordinària es parla del seu lloguer. En l'escriptura que es va formalitzar el 10 de setembre de 1918 per la compra d'una casa, es va descobrir que el carrer Benet Jané era conegut com el carrer de la Lluna, i la plaça on hi ha la Societat com a plaça del Pi.

### Cornudella
Del llatí "cornutella", diminutiu de "Cornuta". Hom creu que és un topònim botànic i que es refereix a l'arbust Corner, que s'hi devia trobar abundosament.
El nucli de Cornudella (87 h el 2005) és situat a llevant del cap de municipi, a 180 m d'altitud. Forma un carrer al llarg de la carretera. S'hi establí un dels primers cellers cooperatius de la comarca l'any 1911. El seu subsòl és ric en cabals aqüífers.
A ponent de Sant Jaume dels Domenys, a l'encreuament de l'esmentada carretera que va de la Torregassa a Cornudella i la que porta a Llorenç del Penedès (municipi veí), es formà el nucli de l'Hostal (53 h el 2013). És constituït per tres trams de carrers, l'Hostal de Dalt, l'Hostal del Mig i l'Hostal de Baix, i masies disseminades (la gran majoria habitades) com cal Pau, cal Fèlix, cal Turrell, can Pedro o la més coneguda, la masia Castell de Gimenelles, actualment reconvertida en un hotel rural d'alta qualitat.
La masia de Gomila és situada al N de la Carronya, cap a la meitat dels contraforts del Montmell (380 m), on, malgrat el lloc, encara es veu créixer el margalló. El mas de Gomila és una explotació agrària molt gran i ben arranjada. Porta la data de la seva reconstrucció, el 1794. En el fogatjament del 1553 s'esmenta Antoni Palau de Gomila.
El carrer de la Riera de Lletger condueix a la masia de Vallfort, a la vora de la riera de Marmellar. Hi ha l'esment d'un Bernat de Vallfort l'any 1215. A l'esquerra de la riera, en un meandre entre Vallfort i Lligamosques, hi ha la font de l'Hostal de l'Alzina. També corresponen a aquest sector les cases de la Pujada (170 m), a prop de la riera.
Els Arcs és el nom d'una masia situada uns 600 m al SW del poble de Sant Jaume, de planta rectangular, de dos pisos i cobert a dues aigües. Té diferents cossos adossats formant un conjunt. El seu origen és una vil·la romana on arribaven les aigües de l'aqüeducte dels Arcs, datat sembla als segles IV o V. Aquesta obra hidràulica es conserva només parcialment; sobre el torrent de Ca l'Antic, a ponent del poble de Cornudella, hi ha un vell pont d'una sola arcada que hom ha relacionat amb l'aqüeducte dels Arcs, del qual resten en peu dos arcs contigus i un de separat, cadascun amb gairebé tres metres de llum i aproximadament els mateixos d'alçada. Als seu voltant hom ha trobat ceràmica romana.
L'antiga quadra de Giminells és de localització avui controvertida. Per alguns, els llocs de l'Hostal Nou i l'Hostal de Dalt, a 1,5 km de Torregassa, podrien correspondre a Giminells, mentre que Vicenç Carbonell situa un pretès castell de Giminells una mica més amunt, seguint el curs del torrent de Sant Marc en direcció a la frau per on travessa les Ventoses, al lloc avui conegut per Xomenella o Gemenella, a prop de Cal Pau de les Viudes (a una altitud de 220 m), on hi ha un antic edifici fortificat en ruïnes, sobre el tallat d'un esperó del torrent, i un altre edifici més nou, també amb aspecte de fortalesa, que corresponen a les fortificacions anomenades Castellvell i Castellnou de Giminells.
Torregassa i Giminells formaren un sol cos municipal que, l'any 1824, es va incorporar al municipi de Sant Jaume dels Domenys.
Sobre el torrent de Ca l'Antic hi ha el santurari de la Mare de Déu dels Arquets, que està situat a gairebé 2 km de l'aqüeducte dels Arcs. Les primeres notícies documentals són de l'any 1636. Té un portal d'arc escarser a ponent i un campanar de cadireta. S'hi celebra un aplec cada Dilluns de Pasqua que reuneix la població del municipi.

### El Papagai
Urbanització que pertany en part al municipi de Sant Jaume dels Domenys (i a la Bisbal del Penedès). De vegades, les urbanitzacions es construeixen sense tenir en compte les fronteres entre municipis. Aquest és el cas del Papagai, a cavall entre Sant Jaume dels Domenys i la Bisbal del Penedès, on aquesta condició ha passat de ser anecdòtica a provocar entrebancs a l'hora d'aconseguir que la urbanització es municipalitzi, és a dir, que passi de ser privada a dependre completament dels ajuntaments. Els propietaris del Papagai tenen una peculiaritat, que possiblement és única a Catalunya, i és la de ser promotors de la seva urbanització, aquest fet i el de tenir la seva pròpia companyia d'aigües, són unes peculiaritats complicades a l'hora d'intentar municipalitzar el Papagai, junt amb el fet de pertànyer a dos municipis i l'oposició d'un important nombre de propietaris. Durant gairebé 40 anys, el Papagai, ha estat una entitat privada gestionada per les diferents Juntes de Govern, sense cap subvenció municipal, fet que ha impulsat a expressar explícitament a un nombre important de propietaris el desig d'iniciar el procediment per constituir una EMD (Entitat Municipal Descentralitzada), això juntament amb el canvi normatiu aprovat recentment per la Generalitat de Catalunya d'eliminar de la legislació catalana la figura de les Associacions de Propietaris fa, al seu parer, que sigui interessant seguir el procés a l'hora de definir el nou estatus jurídic del Papagai.

### L'Arquet
Urbanització i entitat de població al sud del nucli urbà de Sant Jaume dels Domenys, gairebé connectada al poble. La zona urbanitzada s'estén entre el carrer del Cinturó i el carrer Comtal de nord a sud i entre la carretera TP-2125 i el nucli residencial del Arquets d'oest a est.

### Els Arquets
Urbanització i entitat de població entre el poble i el barri de Cornudella, a la vora del Santuari de la Mare de Déu dels Arquets i a l'oest de la Plana del Jepillo. Limita a ponent amb la urbanització Els Arquets. A l'extrem sud de la zona urbanitzada hi ha el cementiri de Sant Jaume dels Domenys,

## Història
El lloc és documentat el 938 en la forma Vila Domenio, que fa pensar en l'existència d'una antiga vila rural o nucli de poblament que potser hauria pogut tenir l'origen en època romana. És possible que, tot i que no és documentada, en aquests primers temps històrics del repoblament cristià hi existís una església, la de Sant Jaume, erigida vora el camí, dintre el terme de Castellví de la Marca, que apareix esmentada en les Rationes decimarum Hispaniae del 1279. La dedicació a sant Jaume s'ha de relacionar amb la devoció medieval a sant Jaume de Galícia. Segons el fogatjament de l'any 1385, hi havia 6 focs de l'Església a la parròquia de “Sant Jacme de Castellviy de Penedès”. Tota la parròquia de Sant Jaume dels Domenys tenia 16 focs, segons el fogatjament del 1553. El progrés demogràfic és mínim, ja que el 1718 només es compten 96 h. Després dels decrets de Nova Planta, Sant Jaume tingué terme propi i separat de Castellví.

## Demografia
| 1497 f | 1515 f | 1553 f | 1717 | 1787 | 1857  | 1877  | 1887  | 1900  | 1910  |
| ------ | ------ | ------ | ---- | ---- | ----- | ----- | ----- | ----- | ----- |
| 25     | 26     | 29     | 110  | 280  | 1.127 | 1.086 | 1.393 | 1.475 | 1.543 |

| 1920  | 1930  | 1940  | 1950  | 1960  | 1970  | 1981  | 1990  | 1992  | 1994  |
| ----- | ----- | ----- | ----- | ----- | ----- | ----- | ----- | ----- | ----- |
| 1.522 | 1.488 | 1.503 | 1.222 | 1.177 | 1.080 | 1.050 | 1.198 | 1.220 | 1.220 |

| 1996  | 1998  | 2000  | 2002  | 2004  | 2006  | 2008  | 2010  | 2012  | 2014  |
| ----- | ----- | ----- | ----- | ----- | ----- | ----- | ----- | ----- | ----- |
| 1.287 | 1.359 | 1.390 | 1.596 | 1.725 | 1.998 | 2.348 | 2.450 | 2.491 | 2.493 |

| 2016  | 2018  | 2020  | 2022  | 2024  | 2026 | 2028 | 2030 | 2032 | 2034 |
| ----- | ----- | ----- | ----- | ----- | ---- | ---- | ---- | ---- | ---- |
| 2.543 | 2.551 | 2.624 | 2.695 | 2.803 | -    | -    | -    | -    | -    |

## Ciutadans destacats
- Marc Bartra, futbolista.
- Pau Sicart i Güell, músic i compositor.
- Pere Claver Palau i Ferrer, botànic i farmacèutic.[cal citació]
- Alfons Maseras i Galtés, escriptor.
- Josep Pros i Marlès, escriptor.[cal citació]
- Els Gonsers, grup de grallers.[cal citació]

## Política
| Candidatura | Candidatura         | Cap de llista            | Vots  | Regidors | % vots  |
| ----------- | ------------------- | ------------------------ | ----- | -------- | ------- |
|             | CNV                 | Magí Pallarès Morcades   | 512   | 4        | 38,67 % |
|             | ENDAVANT SANT JAUME | Marc Palau i Morgades    | 323   | 3        | 24,40%  |
|             | ERC-AM              | Joan Ignasi López i Vila | 311   | 1        | 23,49%  |
|             | PSC-CP              | Manel Cuenca Guerrero    | 145   | 1        | 10,95 % |
| Total       | Total               | 1.290                    | 1.290 | 11       |         |

## Galeria d'imatges

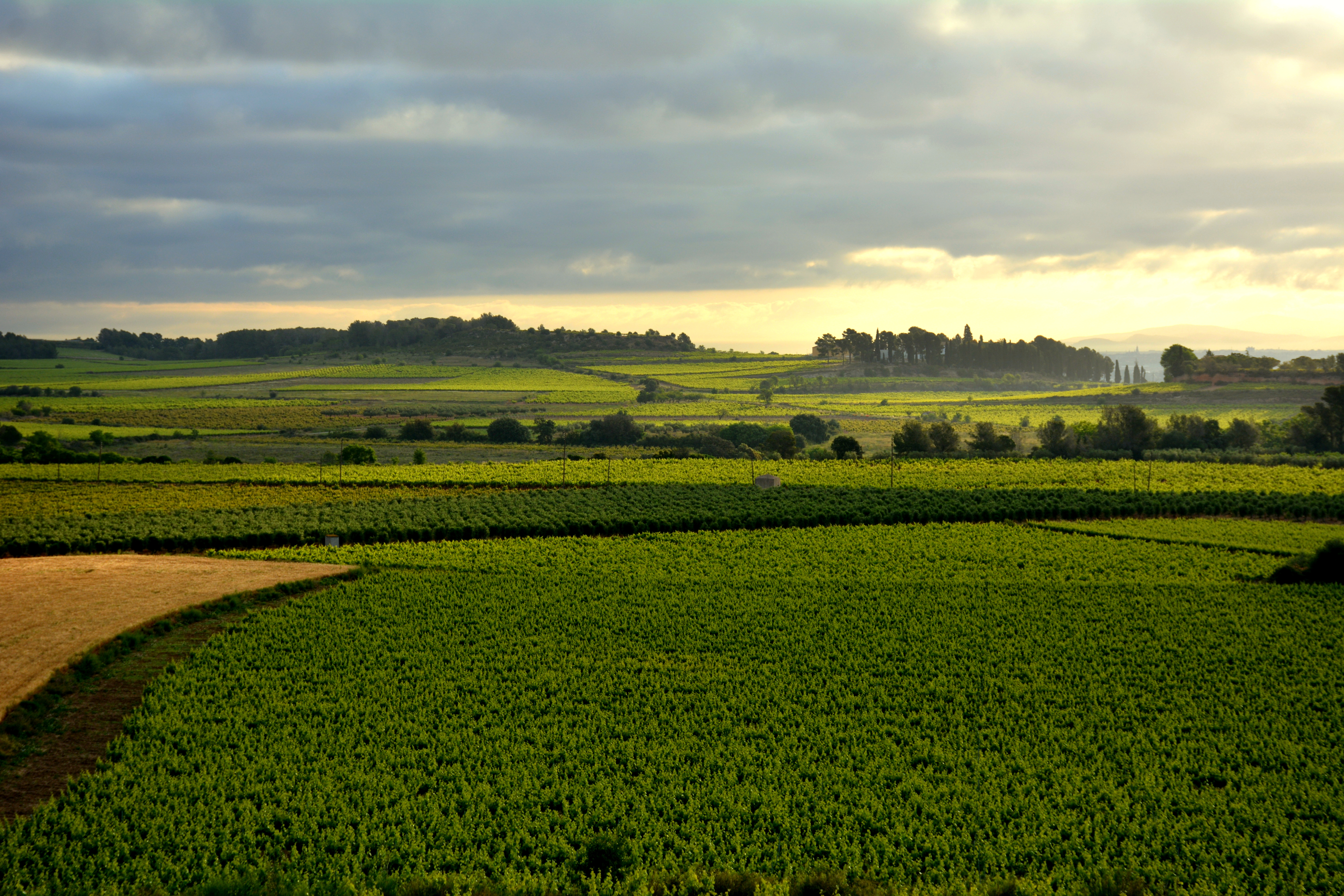
Paisatge agrícola de Sant Jaume dels Domenys.
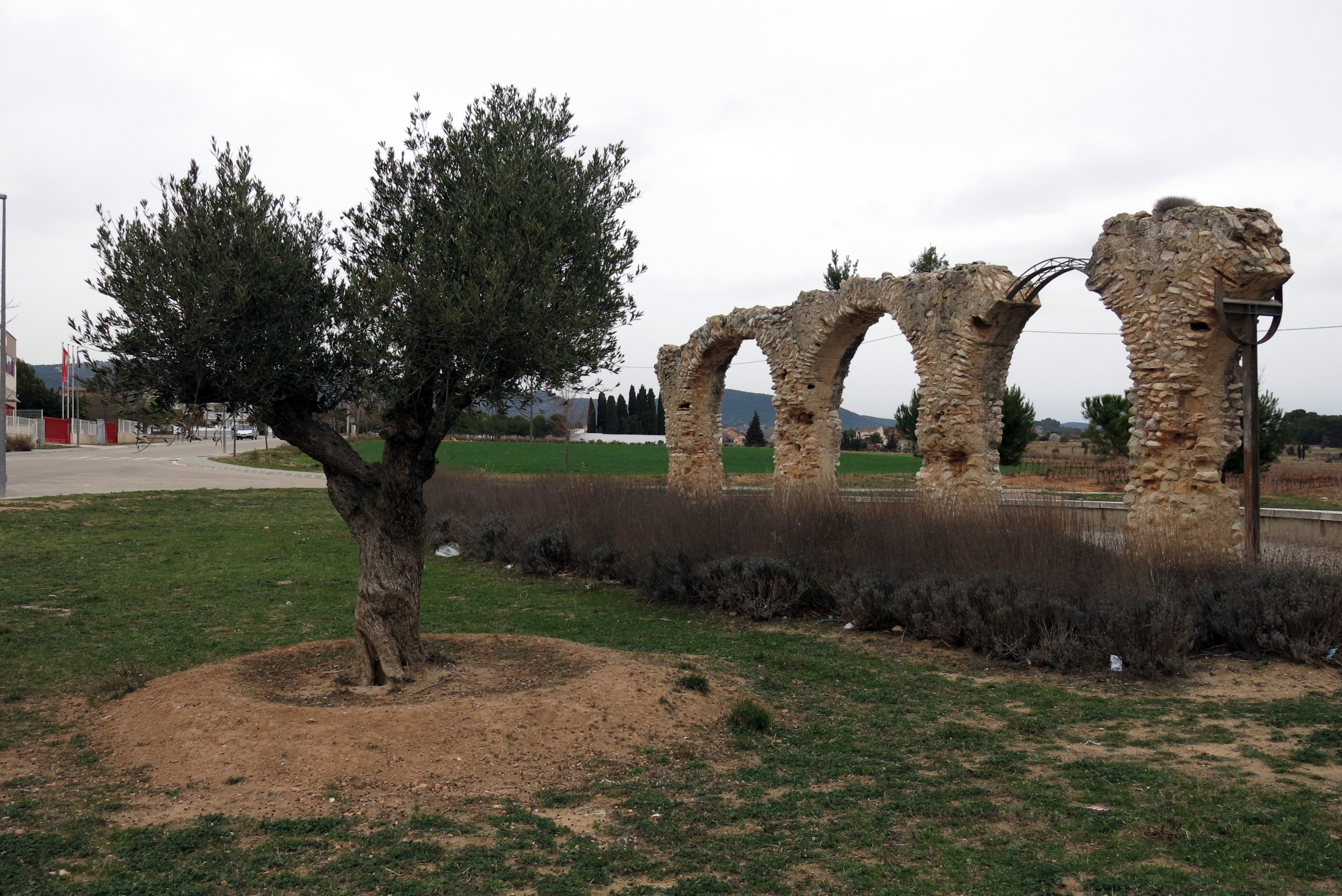
Aqüeducte d'origen Romà (els Arquets), Sant Jaume dels Domenys.
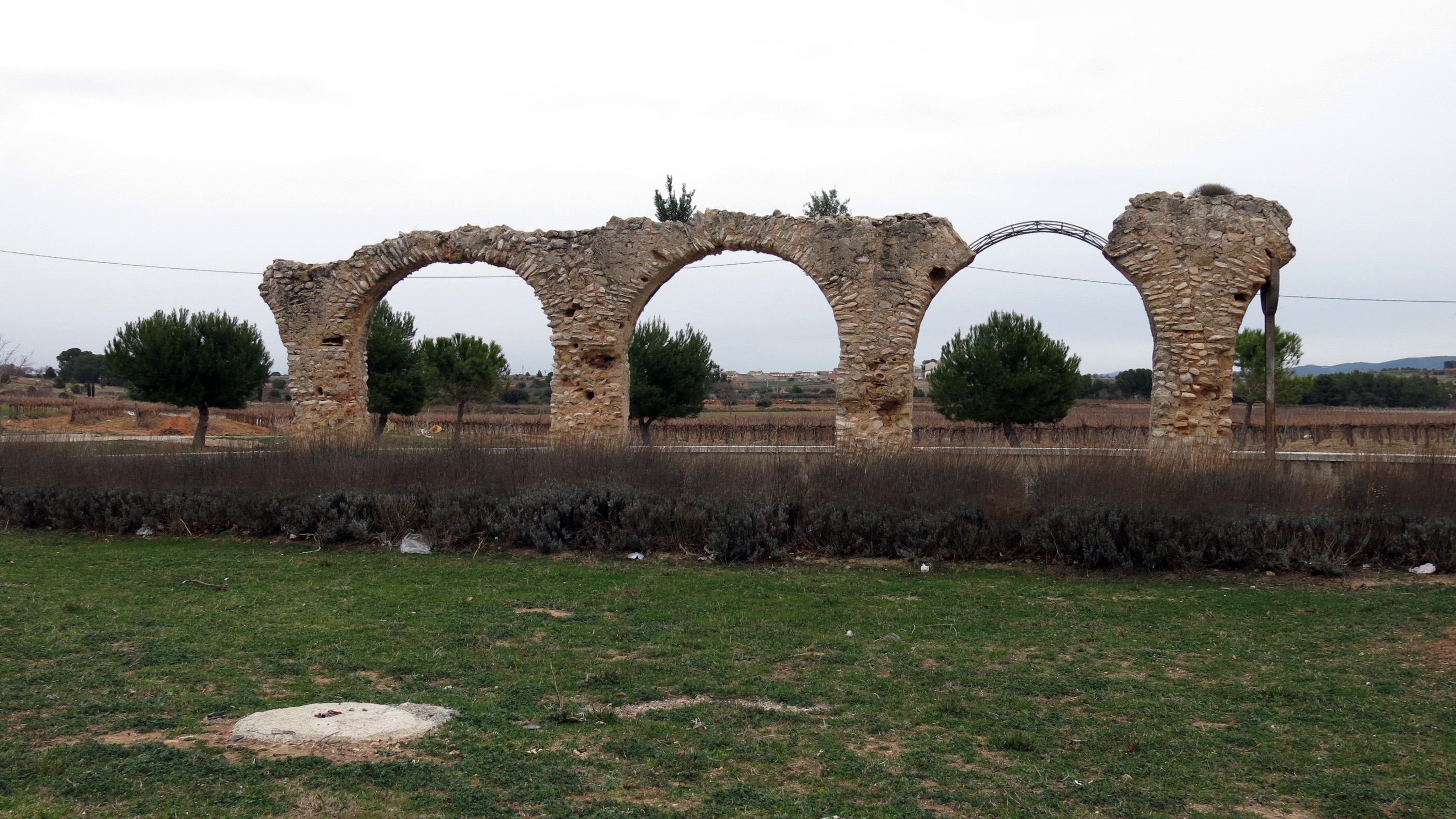
Aqüeducte d'origen Romà (els Arquets), Sant Jaume dels Domenys.
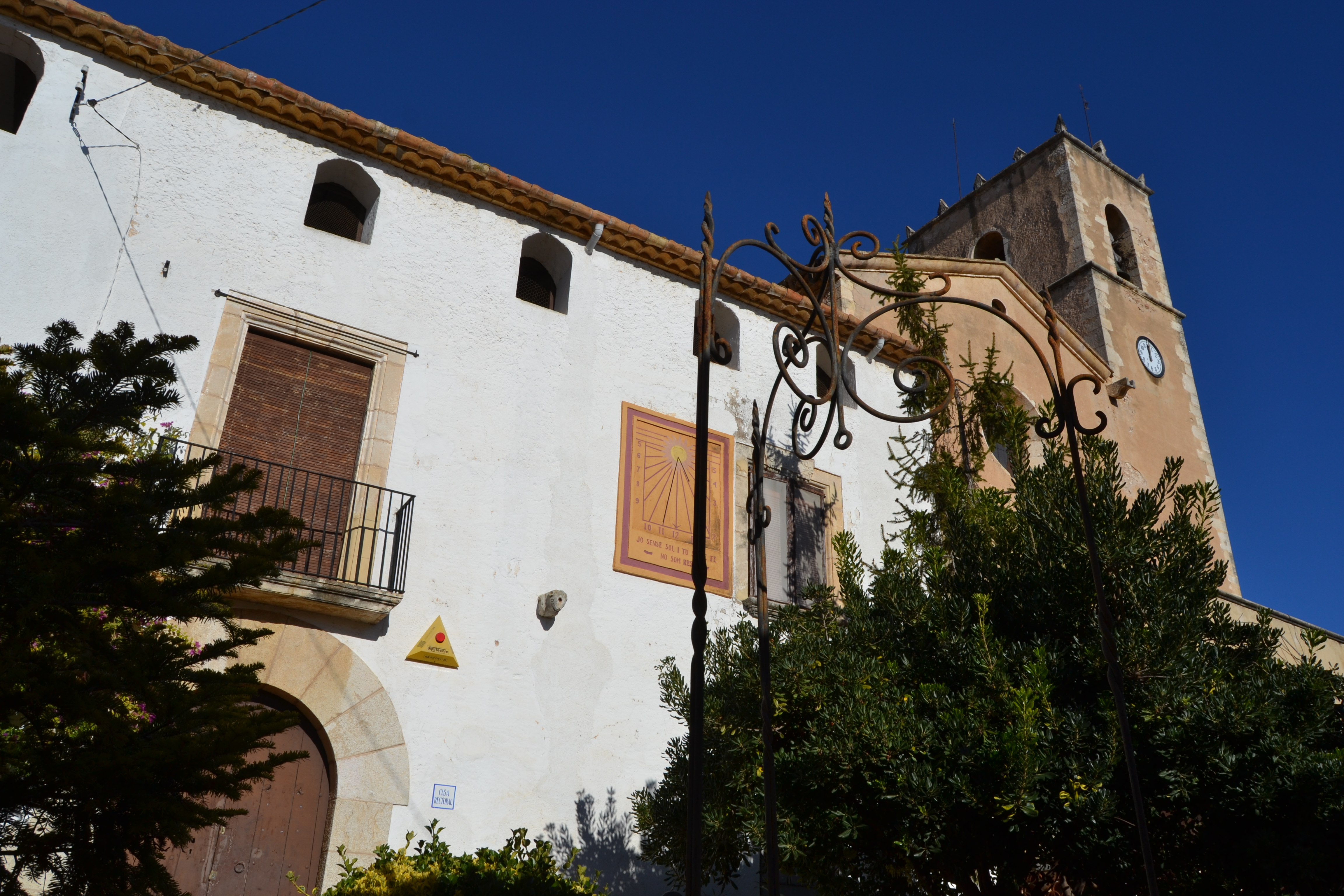
Casa Rectoral Sant Jaume dels Domenys.
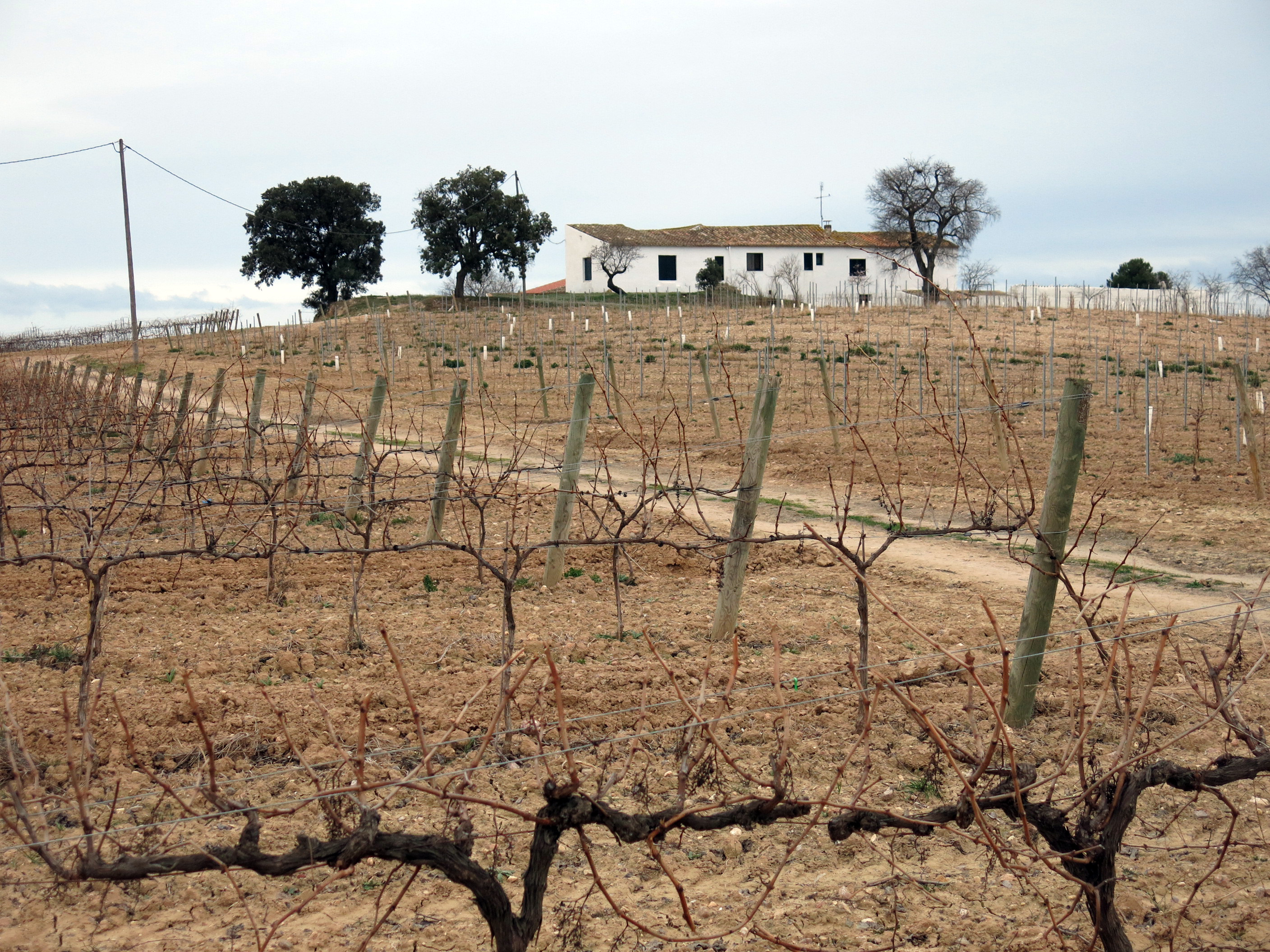
Masia dels Arcs, Sant Jaume dels Domenys.
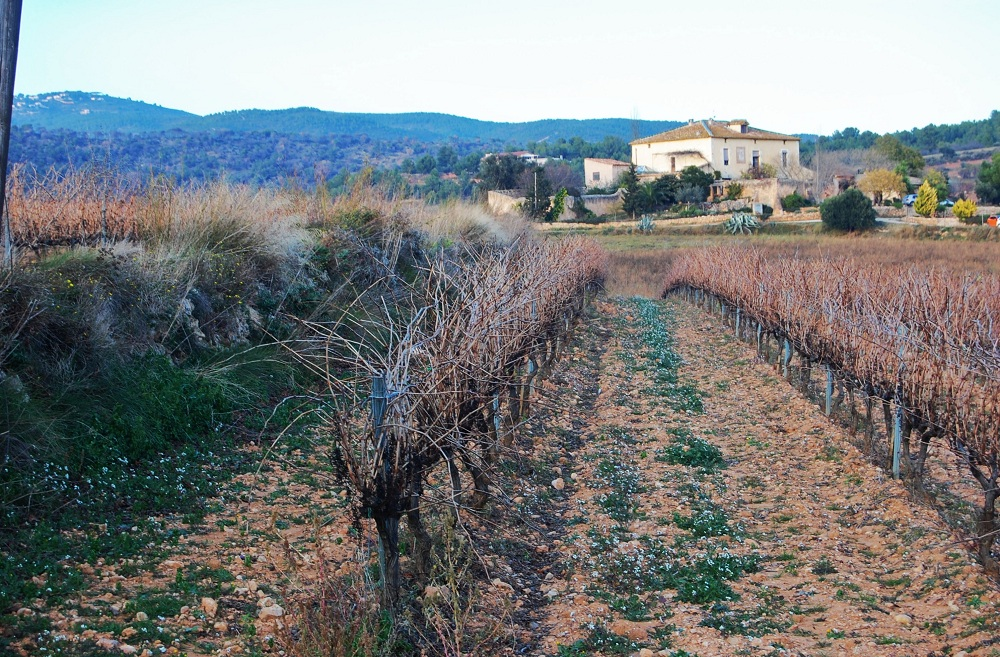
Castell de Gimenelles, masia que pertany al nucli de l'Hostal.